# Pachycnemia tibiaria
Pachycnemia tibiaria là một loài bướm đêm trong họ Geometridae.